# 히로마츠 세리카
히로마츠 세리카(일본어: 弘松 芹香 ひろまつ せりか[*])는 일본의 여성 성우. 고치현 출신. 켄 프로덕션 소속.

## 출연작

### TV 애니메이션
- 2018년
  - 키라키라 해피★ 열려라! 코코타마 - 코다이라 스스무
- 2019년
  - 현자의 손자 - 신 월포드 (소년 시절)
  - 판타시 스타 온라인 2: 에피소드 오라클 - 아크스
  - 이나즈마 일레븐 아레스의 천칭 - 이치호시 히카루(소년 시절)
- 2020년
  - 나의 히어로 아카데미아 4 - 마세가키 초등학교 남자아이
  - 불길한 바르하이트 -ZUERST- - 자이츠의 여동생
  - 우국의 모리아티 - 귀족여성
- 2021년
  - 트로피컬 루즈! 프리큐어 - 요스케
- 2022년
  - 명탐정 코난 - 종업원(1037화 엑스트라)
  - 전생 현자의 이세계 라이프 ~두 번째 직업을 얻고 세계 최강이 되었습니다~ - 소니아

### 외화 더빙
- 루머의 루머의 루머 - 코트니 크림슨